# ژاک آنری لارتیگ

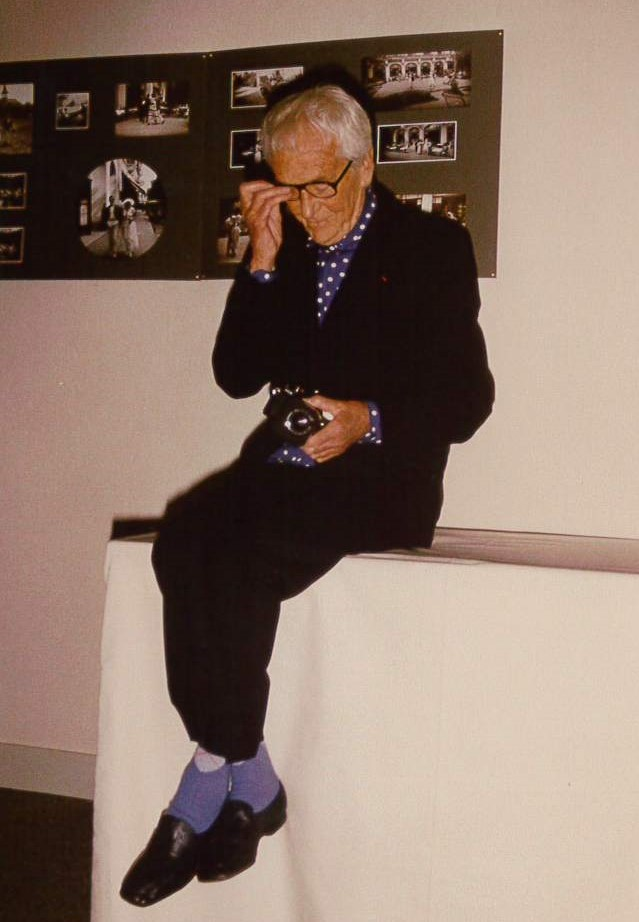
نگاره‌ای از ژاک آنری که دوربینی قدیمی در دست دارد.

ژاک آنری لارتیگ (به فرانسوی: Jacques Henri Lartigue) عکاس اهل فرانسه است.

## زندگی
لارتیگ در ۱۹۰۱ در یادداشت‌های روزانه خود چنین نوشت: «عکاسی چیزی جادویی است! چیزی جادویی که آغشته به همه نوع سحرآمیز است، چیزی عجیب، فریبنده و فوق‌العاده که خیلی سریع بدان دلبسته می‌شویم.» بنابراین در هفت سالگی به عکاسی علاقه‌مند شد و از آن زمان به دلبستگی او نسبت به این وسیله بیانی همواره پابرجا ماند. در همین سال نخستین دوربین خود را از پدرش هدیه گرفت. اندکی زمانی بعد نوشت: «به خوبی می‌دانم که انبوهی از چیزها خواهند خواست که از آنها عکس بگیرم. خوب، من از تمامی آنها عکس خواهم گرفت.»
لارتیگ استعدادی حقیقی در محاسبهٔ زمان نوردهی داشت و غالباً می‌توانست از موضوعات خود در حال بلند شدن از زمین عکس بگیرد.
لارتیگ بیش از ۱۱۰ آلبوم تهیه کرد و در ۱۹۷۹ مجموعه آثار خود را به کشور فرانسه اهدا کرد.